# 宝塚歌劇団36期生
宝塚歌劇団36期生（たからづかかげきだん36きせい）とは1948年に宝塚音楽学校に入学。翌1949年に宝塚歌劇団に入団し、『黄金の林檎』『南の哀愁』で初舞台を踏んだ63人を指す。

## 概要
この期には女優の2代有馬稲子、南風洋子、2代尾上さくら、上月左知子、藤乃高子が入団。

## 一覧
| 芸名         | 読み仮名          | 誕生日   | 出身地             | 出身校                 | 芸名の由来                                                                      | 愛称                  | 役柄 | 退団年 | 備考                                                              |
| ------------ | ----------------- | -------- | ------------------ | ---------------------- | ------------------------------------------------------------------------------- | --------------------- | ---- | ------ | ----------------------------------------------------------------- |
| 葵由紀子     | あおい ゆきこ     | 8月1日   | 大阪府             | 帝塚山学院             | 堀正旗が命名                                                                    | フミちゃん            |      | 1953年 |                                                                   |
| 秋野たま子   | あきの たまこ     | 11月16日 | 大阪府             | 豊中高等女学校         | 百人一首より 叔母の芸名を襲名                                                   | 照坊                  |      | 1954年 | 叔母は初代・秋野たま子                                            |
| 朝日ひかる   | あさひ ひかる     | 3月6日   | 大阪府大阪市       |                        |                                                                                 | お兄ちゃん            |      | 1953年 |                                                                   |
| 朝日奈世志子 | あさひな よしこ   | 6月30日  | 神奈川県横浜市     | 高松高等女学校         | 母親が命名                                                                      | トシちゃん トシ坊     |      | 1956年 |                                                                   |
| 芦津あさみ   | あしづ あさみ     | 9月9日   | 北海道             | 京都光華高等女学校     | 能勢・妙見山住職が命名                                                          |                       |      | 1951年 |                                                                   |
| 明日香京子   | あすか きょうこ   | 9月9日   | 大阪府             | 淀の水高等女学校       | 万葉集                                                                          |                       |      | 1954年 |                                                                   |
| 天木美晴     | あまき みはる     | 3月2日   | 東京都             | 三輪田高等女学校       | 母が命名                                                                        | ミイちゃん            |      | 1954年 | 改名後・天木三晴（あまき みはる）                                 |
| 天路律子     | あまじ りつこ     | 10月15日 | 京都府             | 華頂高等女学校         | 天津乙女が命名                                                                  | ギッちゃん            |      | 1960年 |                                                                   |
| 有馬稲子     | ありま いねこ     | 4月3日   | 大阪府池田市       | 夕陽丘高等女学校       | 母（養母・実の伯母）の芸名を襲名                                                | ミッちゃん ネコちゃん | 娘役 | 1953年 | 母（養母・実の伯母）は初代・有馬稻子                              |
| 生島輝子     | いくしま てるこ   | 4月5日   | 大阪府箕面市       | 梅花高等女学校         |                                                                                 | てるちゃん            |      | 1952年 |                                                                   |
| 和泉佐代子   | いずみ さよこ     | 11月2日  | 大阪府堺市         | 堺市立高等女学校       | 出生地と本名に因んで 師が命名                                                   | イズキチ              |      | 1958年 |                                                                   |
| 一條圭子     | いちじょう けいこ |          |                    |                        |                                                                                 |                       |      | 1950年 |                                                                   |
| 歌川波瑠美   | うたがわ はるみ   | 4月1日   | 東京都             | 共立女子学園           |                                                                                 | クロちゃん            |      | 1987年 |                                                                   |
| 宇津保千春   | うつぼ ちはる     | 10月15日 | 兵庫県             | 西宮高等女学校         | 宇津保物語                                                                      | 松つん                |      | 1958年 |                                                                   |
| 海原はるみ   | うなばら はるみ   | 1月3日   | 東京都             | 十文字高等女学校       |                                                                                 | あっちゃん            |      | 1958年 | 改名後・海原晴美（うなばら はるみ）                               |
| 梅屋かをる   | うめや かおる     | 9月19日  | 京都府             | 京都府立第一高等女学校 | 姉の芸名（竹屋みゆき）と関連                                                    | ツー坊                |      | 1957年 | 姉は竹屋みゆき                                                    |
| 大空ますみ   | おおぞら ますみ   | 6月1日   | 大阪府             | 生野高等女学校         |                                                                                 | マミちゃん            |      | 1951年 |                                                                   |
| 尾上さくら   | おのえ さくら     | 11月12日 | 兵庫県神戸市       | 神戸市立第二高等女学校 | 近所に住んでいた初代・尾上さくらから貰う                                        | ハムちゃん ハムコ     |      | 1957年 | 俳優・福田公子                                                    |
| 賀川千草     | かがわ ちぐさ     | 12月12日 | 石川県金沢市       | 石川県立第二高等女学校 | 出生地に因んで 月影笙子が命名                                                   | ウエダさん            |      | 1957年 |                                                                   |
| 春日花子     | かすが はなこ     | 2月6日   | 大阪府豊中市       | 大阪府立豊中高等女学校 | 母の芸名を襲名                                                                  | サトコちゃん          |      | 1956年 | 母は初代・春日花子                                                |
| 川霧朝子     | かわぎり あさこ   | 5月23日  | 大阪府             | 豊中高等女学校         |                                                                                 | イチノセさん          |      | 1957年 | 改名後・川霧雅子（かわぎり まさこ）                               |
| 呉竹みどり   | くれたけ みどり   | 4月17日  | 京都府             | 華頂高等女学校         |                                                                                 | ケエちゃん            |      | 1954年 |                                                                   |
| 紅もゆる     | くれない もゆる   |          |                    |                        |                                                                                 |                       |      | 1951年 | 姉は千代田明子                                                    |
| 上月あきら   | こうづき あきら   | 10月9日  | 兵庫県神戸市       | 兵庫県立第三高等女学校 | 「三日月の影」上月城                                                            | コイちゃん            | 男役 | 1957年 | 後に娘役に転向 改名後・上月左知子（こうづき さちこ） 娘は嘉月絵理 |
| 木花咲耶     | このはな さくや   | 2月7日   | 兵庫県             | 出石高等学校           | 伝説・コノハナサクヤ姫                                                          | コイさん コイちゃん   |      | 1992年 |                                                                   |
| 冴月ゆかり   | さえづき ゆかり   | 10月2日  | 大阪府             | 淀の水高等女学校       | 尊師が命名                                                                      | 圭ちゃん              |      | 1954年 |                                                                   |
| 澤美鶴       | さわ みつる       | 4月26日  | 大阪府大阪市       | 清水谷高等女学校       | 父が命名                                                                        | ヤコちゃん            |      | 1953年 |                                                                   |
| 三条公子     | さんじょう きみこ | 2月1日   | 福岡県             | 久留米高等女学校       | 愛称のまま 堀正旗が命名                                                         | エミちゃん            |      | 1953年 |                                                                   |
| 汐路みちる   | しおじ みちる     | 1月7日   | 京都府             | 伏見高等女学校         | 川路龍子から貰う                                                                |                       |      | 1956年 |                                                                   |
| 敷島千鳥     | しきしま ちどり   |          |                    |                        |                                                                                 |                       |      | 1950年 |                                                                   |
| 時雨乙和     | しぐれ おとわ     | 8月13日  | 満州奉天省奉天市   | 奉天浪速高等女学校     | 自分で考案                                                                      | マッちゃん            |      | 1958年 |                                                                   |
| 城美鳥       | しろ みどり       | 9月18日  | 東京都中央区       | 白百合高等女学校       |                                                                                 | ヤッコ                | 男役 | 1958年 | 改名後・城一世（しろ かずよ）                                     |
| 鈴風佐千代   | すずかぜ さちよ   | 3月21日  | 東京都             | 目黒高等女学校         |                                                                                 | アツコさん            |      | 1952年 |                                                                   |
| 瀬戸あけみ   | せと あけみ       | 1月10日  | 香川県高松市       | 高松高等女学校         | 瀬戸内海に因む                                                                  | 横ちゃん              |      | 1954年 |                                                                   |
| 篁照子       | たかむら てるこ   | 6月6日   | 京都府京都市       | 京都府立第一高等女学校 |                                                                                 |                       |      | 1954年 |                                                                   |
| 立花操       | たちばな みさお   | 7月4日   | 神奈川県           | 川崎高等女学校         | 地名                                                                            |                       |      | 1953年 |                                                                   |
| 龍城のぼる   | たつき のぼる     | 4月24日  | 愛知県岡崎市       | 甲子園高等女学校       | 出生地に因む                                                                    | サーペエ              | 男役 | 1961年 |                                                                   |
| 玉恵翠       | たまえ みどり     | 6月5日   | 東京都             | 白百合高等女学校       | 小夜福子が命名                                                                  | タマ ター坊           |      | 1955年 |                                                                   |
| 千里萬里     | ちさと まり       | 12月16日 | 兵庫県神戸市       | 鳥取高等女学校         | 「芸の道を果てしなく歩め」 母が命名                                             | ミッチィ              |      | 1951年 |                                                                   |
| 月影美砂     | つきかげ みさ     | 1月1日   | 兵庫県宝塚市       | 神戸女学院             | 打吹美砂から名前を取り、母校の院歌                                              | アイコちゃん          |      | 1953年 | 妹は宝三千代                                                      |
| 筑波峯子     | つくば みねこ     | 12月13日 | 兵庫県神戸市       | 親和高等女学校         | 百人一首                                                                        | ミキコ                |      | 1954年 |                                                                   |
| 名和のり子   | なわ のりこ       | 7月27日  | 東京都             | 鳥取県立由良高等女学校 | 出身地に因む                                                                    | ノンちゃん            |      | 1953年 |                                                                   |
| 久方有哥     | ひさかた ゆか     | 1月16日  | 東京都             | 東京都立第十高等女学校 |                                                                                 | ユカちゃん            |      | 1956年 | 改名後・久方ゆか（ひさかた ゆか）                                 |
| 藤乃高子     | ふじの たかこ     | 1月25日  | 大阪府大阪市       | プール学院             | 母の芸名を貰う                                                                  | ヨネコ                | 娘役 | 1953年 | 母は富士野高子                                                    |
| 船越かほる   | ふなこし かおる   | 11月16日 | 和歌山県           | 梅花高等女学校         | 月影笙子の姉が命名                                                              | イノちゃん            |      | 1954年 |                                                                   |
| 万來妙子     | まき たえこ       | 10月17日 | 兵庫県神戸市       | 親和高等女学校         |                                                                                 | オンタイ              |      | 1959年 |                                                                   |
| 真白不二     | ましろ ふじ       | 7月19日  | 大阪府             | 茨木高等女学校         | 万葉集巻三「田子之浦ゆ」から 扶桑の空に輝く清楚な富士の姿の如くといって         | ミコちゃん            |      | 1957年 |                                                                   |
| 三笠野萌子   | みかさの もえこ   | 6月3日   | 兵庫県伊丹市       | 伊丹高等女学校         |                                                                                 | コロちゃん            |      | 1955年 |                                                                   |
| 御門公子     | みかど きみこ     | 9月18日  | 大阪府             | 尼崎市立高等女学校     | 本名より父が命名                                                                | シマダさん            |      | 1954年 |                                                                   |
| 三鈴町子     | みすず まちこ     | 9月18日  | 大阪府大阪市       | 大阪女学院             | 日本舞踊名取名 本名                                                             | ヨネちゃん            |      | 1961年 | 改名後・三鈴寿子（みすず としこ） 妹は折鶴千代                    |
| 美竹しげる   | みたけ しげる     | 2月22日  | 大阪府大阪市       | 相愛高等女学校         |                                                                                 | 牧間さん              |      | 1965年 |                                                                   |
| 南風洋子     | みなかぜ ようこ   | 1月22日  | 兵庫県             | 第一神戸高等女学校     | 「南の風は暖かいからそんな雰囲気で広々とした 舞台をつくるように」と堀正旗が命名 | 洋ちゃん ノロちゃん   | 男役 | 1953年 | 俳優 夫は演出家の若杉光夫 娘は俳優・若杉民                        |
| 御幸沙智子   | みゆき さちこ     | 3月10日  | 大阪府大阪市       | 金蘭会高等女学校       | 父が命名                                                                        | サチ坊 キクイちゃん   | 娘役 | 1976年 |                                                                   |
| 武蔵野萠     | むさしの もえ     |          |                    |                        |                                                                                 |                       |      | 1950年 |                                                                   |
| 八雲琴路     | やぐも ことじ     | 2月1日   | 兵庫県神戸市       | 神戸山手高等女学校     | 近所の御宮に因む                                                                | ママ                  |      | 1953年 |                                                                   |
| 矢車みつる   | やぐるま みつる   | 3月25日  | 大阪府大阪市       | 大阪成蹊高等女学校     | 上級生が命名                                                                    | ロスちゃん            |      | 1951年 |                                                                   |
| 八洲令子     | やしま れいこ     | 8月5日   | 大阪府             | 豊中高等女学校         |                                                                                 | レイコさん            |      | 1959年 | 改名後・八州礼子（やしま れいこ）                                 |
| 山吹しのぶ   | やまぶき しのぶ   |          |                    |                        |                                                                                 |                       |      | 1951年 |                                                                   |
| 由比牧子     | ゆい まきこ       | 12月14日 | 神奈川県横浜市     | 共立女学校             | 友人の筆名                                                                      | フクさん              |      | 1958年 |                                                                   |
| 夕張月子     | ゆうばり つきこ   | 11月7日  | 兵庫県神戸市       | 京城高等女学校         | 姉の芸名 尊師の名                                                               | ヅケちゃん            |      | 1954年 | 姉は夕張ゆさ子 兄は宝塚歌劇団演出家・鴨川清作                     |
| 夢野三千代   | ゆめの みちよ     | 8月11日  | 兵庫県神戸市東灘区 | 芦屋高等女学校         |                                                                                 |                       |      | 1952年 |                                                                   |
| 萬代千世子   | よろずよ ちよこ   | 5月15日  | 大阪府大阪市       | 扇町高等女学校         | 母が命名                                                                        | ノブちゃん            |      | 1954年 |                                                                   |
| 若宮淡紅子   | わかみや ときこ   | 6月5日   | 大阪府             | 羽衣高等女学校         | 父の知人が命名                                                                  |                       |      | 1964年 |                                                                   |